# Paketvermittlung
Die Paketvermittlung (englisch packet switching) ist ein Verfahren zur Datenübertragung in Rechnernetzen. Längere Nachrichten werden in einzelne Datenpakete aufgeteilt und entweder verbindungslos (als Datagramm) oder über eine virtuelle Verbindung übermittelt.
Ein Paket enthält typischerweise
- die Quelle des Paketes,
- das Ziel des Paketes,
- die Länge des Datenteils,
- die Paketlaufnummer
- die Klassifizierung des Paketes und
- den Datenteil

Bei der Paketvermittlung durchqueren die Pakete als unabhängige und eigenständige Einheiten das Netz und können in den Vermittlungsknoten zwischengespeichert werden. Dies ist ein wesentlicher Vorteil, da nun die Übertragungsgeschwindigkeit zwischen einzelnen Teilstrecken keine Begrenzung mehr darstellt. Allerdings erscheint die Architektur als ein Netzwerk von Warteschlangen. Jeder zu passierende Netzknoten empfängt das Paket und leitet es an seine Ausgangsschnittstelle (des Netzknotens), die aber Ziel vieler Sendungen sein kann, sodass eine Neigung zu Überlastsituationen entsteht. Die Existenz der Warteschlangen erzeugt einerseits Verzögerungen in der Paketzustellung oder auch Paketverluste, die eine erneute Übertragung und damit eine weitere Belastung des Übertragungsweges zur Folge haben können. Für den Anwender ist dieser Ablauf intransparent. Er benötigt und erhält keinerlei Informationen über den Übertragungsweg. Im Regelfall kann er diese Informationen auch nicht erlangen, da sich Übertragungswege dynamisch ändern.
Das System wurde vom englischen IT-Pionier Donald Watts Davies und Leonard Kleinrock in den USA entwickelt.
Beispiele für die paketvermittelte Netzwerke sind das Internet oder moderne Mobilfunknetze, die Standards wie bspw. UMTS verwenden.

## Paketvermittlungsmethoden
Es wird zwischen zwei Paketvermittlungsmethoden unterschieden:
- Verbindungslose Paketvermittlung (bezogen auf Datagramm Nachrichten)

Bei der verbindungslosen Paketvermittlung wird jedes Paket mit einer Zieladresse, Quelladresse und den Port-Nummern versehen, außerdem kann es mit einer betreffenden Sequenznummer gekennzeichnet sein. Dies schließt die Notwendigkeit einer genauen Pfadangabe (Wegbeschreibung zum Zielempfänger) aus. Es bedeutet jedoch, dass viel mehr Informationen, als notwendig, im Paket-Header gespeichert werden müssen. Jedes Paket wird versandt und kann über verschiedene Wege zum Ziel gelangen. Folglich muss nun jedes System sehr viel mehr Arbeit leisten, als im Gegenzug zur verbindungsorientierten Übermittlung. Am Bestimmungsort wird die ursprüngliche Nachricht / Daten in der richtigen Reihenfolge wieder zusammengesetzt, bezogen auf die Paketfolgenummer. Diese virtuelle Verbindung, die auch als virtuelle Schaltung oder Bytestrom bekannt ist, wird dem Endbenutzer durch ein Transportschichtprotokoll bereitgestellt.
Verbindungslose Protokolle sind z. B. Ethernet, IP und UDP (User Datagram Protocol).
- Verbindungsorientierte Paketvermittlung (virtuelle Leitungsvermittlung)

Im Gegensatz zur verbindungslosen Paketvermittlung, wird bei der verbindungsorientierten Paketvermittlung jedes Paket mit einem Verbindungs-ID anstelle einer Adresse versehen. Diese Adressinformation wird nur an jedem einzelnen Knoten während der Phase des Verbindungsaufbaus übermittelt. Wenn nun diese Information während des Weges zum Zielempfänger angesprochen wird, erfolgt ein Eintrag in den Schalttabellen jedes betreffenden Netzknotens und die Verbindung wird geschaltet. Die Übermittlung bzw. Weiterleitung eines solchen Paketes ist sehr einfach, da nur ein „Nachschlagen“ in den Schalttabellen der Knoten erforderlich ist, um die betreffende Verbindungs-ID zu ermitteln. Der dazu notwendige Paket-Header enthält wesentlich weniger Informationen (ID, Länge, Zeitstempel oder Folgenummer).
Verbindungsorientierte Protokolle sind z. B. TCP, X.25, Multiprotocol Label Switching (MPLS) und Asynchronous Transfer Mode (ATM).

## Vorteile
Im Vergleich zur Leitungsvermittlung bietet die Paketvermittlung eine Reihe von Vorteilen.
- Effizientere Auslastung, da eine Leitung nicht exklusiv belegt wird, sondern mehrere Nutzer bzw. Dienste gleichzeitig kommunizieren können.
- Die Ressourcen können fair unter den Teilnehmern aufgeteilt werden (siehe auch Netzneutralität).
- Wenn es mehrere Routen vom Sender zum Empfänger gibt, kann beim Ausfall einer Vermittlungsstation der Datenstrom transparent umgeleitet werden.

## Nachteile
- Da die Übertragungspfade nicht festgelegt sind, kann es zur Überlastung an einzelnen Vermittlungsstationen kommen.
- Die Pakete können in einer anderen Reihenfolge beim Empfänger ankommen, als sie gesendet wurden (z. B. durch unterschiedliche Übermittlungspfade).
- Es wird keine konstante Datenrate garantiert, d. h. die Datenrate kann schwanken.

## Paketvermittelte Netze
- Internet
- X.25
- Asynchronous Transfer Mode (ATM)